# 奥辛人
奧辛人（Lare Osing、Lare Using）是居住在印尼爪哇島最東部（尤其是外南夢）的原住民族群。他們是古代布蘭邦安王國（印尼最後一個印度教-佛教王國）人的後裔。這個族群的人口約為400,000人，主要集中在東爪哇省外南夢縣。

## 人口資料
奧辛人定居在外南夢縣中部和北部的幾個區之內，特別是在外南夢區、羅戈詹皮（Rogojampi）區、森普（Sempu）區、格拉加（Glagah）區、辛戈朱魯（Singojuruh）區、吉里（Giri）區、卡利普羅（Kalipuro）區和松貢（Songgon）區。 奧辛人社區居民（通常被某些團體作為研究對象，而得到Laré Osing的稱號），被認為是外南夢原住民。外南夢縣，加上爪哇島最東端的地區，一起被稱為布蘭邦安半島。這個社區分佈在外南夢縣的中部和東部土壤肥沃的農村區，行政上包括吉里區、卡巴特（Kabat）區、格拉加區、贝林宾萨里（Belimbing Sari）區、羅戈詹皮區、森普區、辛戈朱魯區、松貢區、克卢林（Cluring）區、外夢南市、根滕（Genteng）區和斯罗诺（Srono）區。在前述最後的四個區內，當地人與來自東爪哇省西部、中爪哇省（包括日惹特區）的移民混合居住，奧辛人稱這類外來者為西爪哇人（Wong （人）Jawa（爪哇） Kulon（西部））。

## 語言
奧辛人使用的語言是奧辛語，屬於爪哇語系。從語言上講，奧辛語深受其姊妹語言（尤其是爪哇語（主要是爪哇東部方言）和巴厘語）的影響。主要可能是由於奧辛人居住在爪哇Z族和巴厘島人之間，受到兩處文化影響的緣故。

## 歷史
奧辛人的歷史可追溯到15世紀末，滿者伯夷王國淪亡之後；不願皈依伊斯蘭教的人向東逃往外南夢、巴厘島和龍目島。16世紀，來自望加錫的伊斯蘭教蘇丹國征服爪哇島的大部分地區，而讓當地人改信伊斯蘭教。信仰印度教的滿者伯夷的殘餘王族則建立布蘭邦甘王國，這個王國的領域從布蘭邦甘半島一直延伸到中爪哇的騰格爾山脈。布蘭邦甘王國維持約200多年的歷史，最終在1743年降於第二個馬打蘭蘇丹國，而後遭到伊斯蘭化。雖然當時已有小型穆斯林社區在當地存在，但奧辛人的改宗過程一直到19世紀中葉才告完成。
荷屬東印度公司（VOC）征服這個地區後，把許多信仰伊斯蘭教的爪哇族、馬都拉族和其他族群移民到當地。

## 宗教
奧辛人主要信仰的是伊斯蘭教，但他們仍有人會堅守舊的信仰。在今日，仍有奧辛人人信奉印度教。在他們的信仰中也存有泛靈論的元素。奧辛人與巴厘島人同樣具有普普坦（集體自殺）以表達不屈服於外來者的傳統。在外南夢，伊斯蘭教清真寺附近建有巴厘島印度教廟宇（當地稱pura）並非罕見之事。

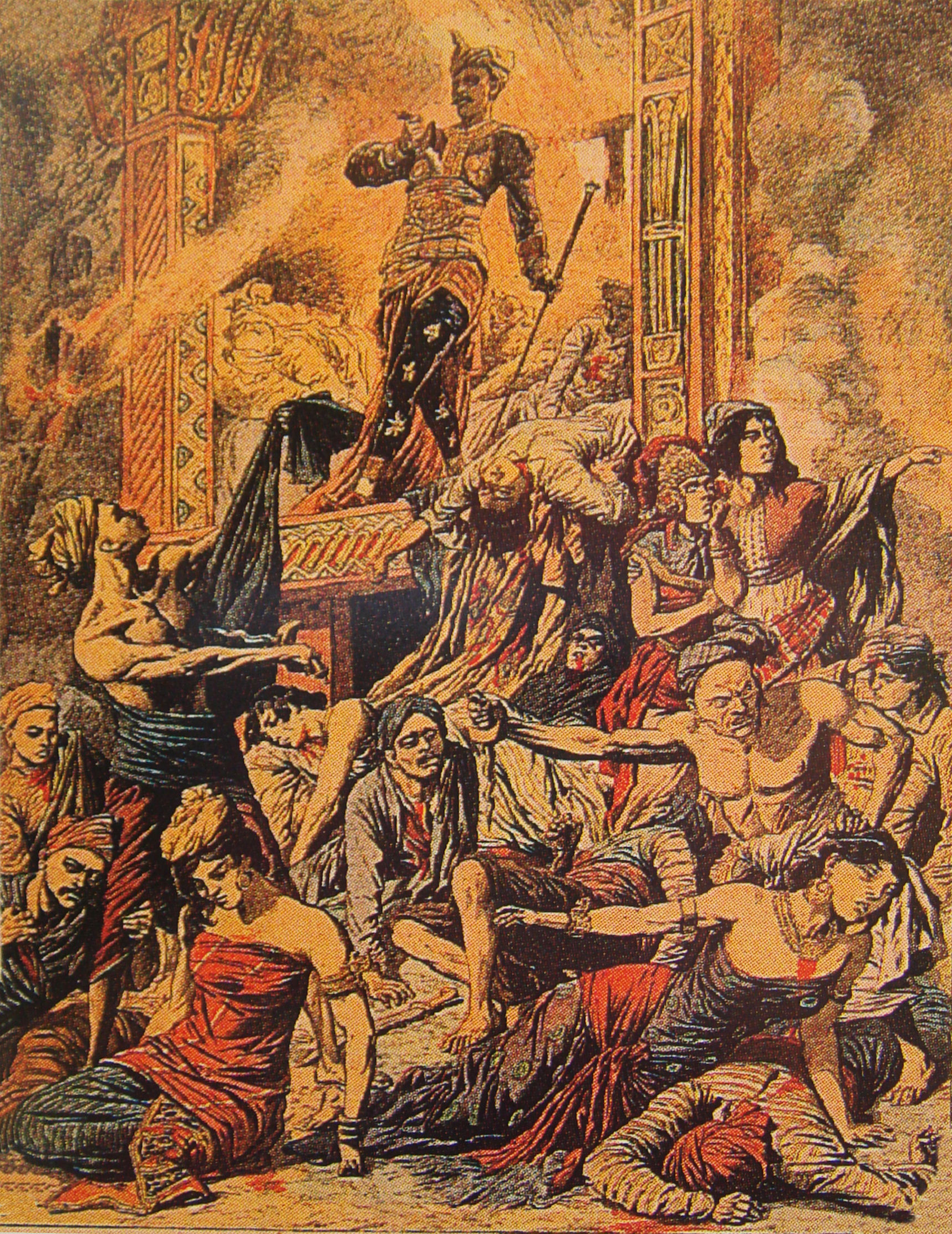
1849年，巴厘島北邊布勒冷羅闍在與荷屬東印度政府對抗失敗後，自身及400位追隨者發動普普坦事件（消息由歐洲法文小日報披露）。

## 職業
奧辛人的主要職業是農民，少數從商和擔任公共職務（如教師和地方政府官員）。

## 文化

### 社會分層
奧辛人的社會分層方面與巴厘島人不同。雖然之前奧辛人信奉印度教，但不具像巴厘島人般的種姓制度。

### 藝術
奧辛人藝術形式獨特，與巴厘島人以及騰格爾族一樣，都包含神秘的元素。主要的藝術是他們流行版的傳統甘壯舞。

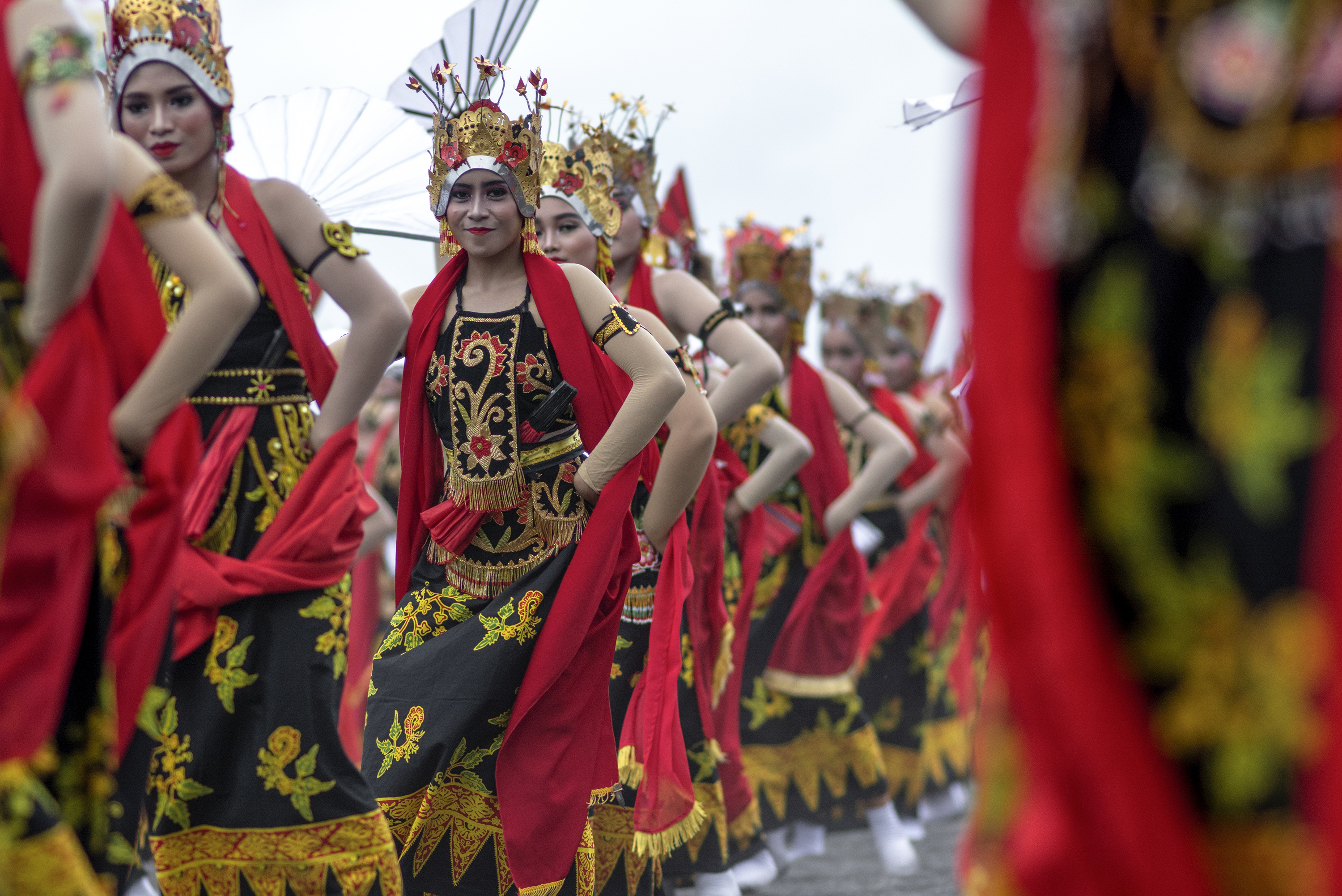
外南夢的甘壯舞（英语：Gandrung）表演
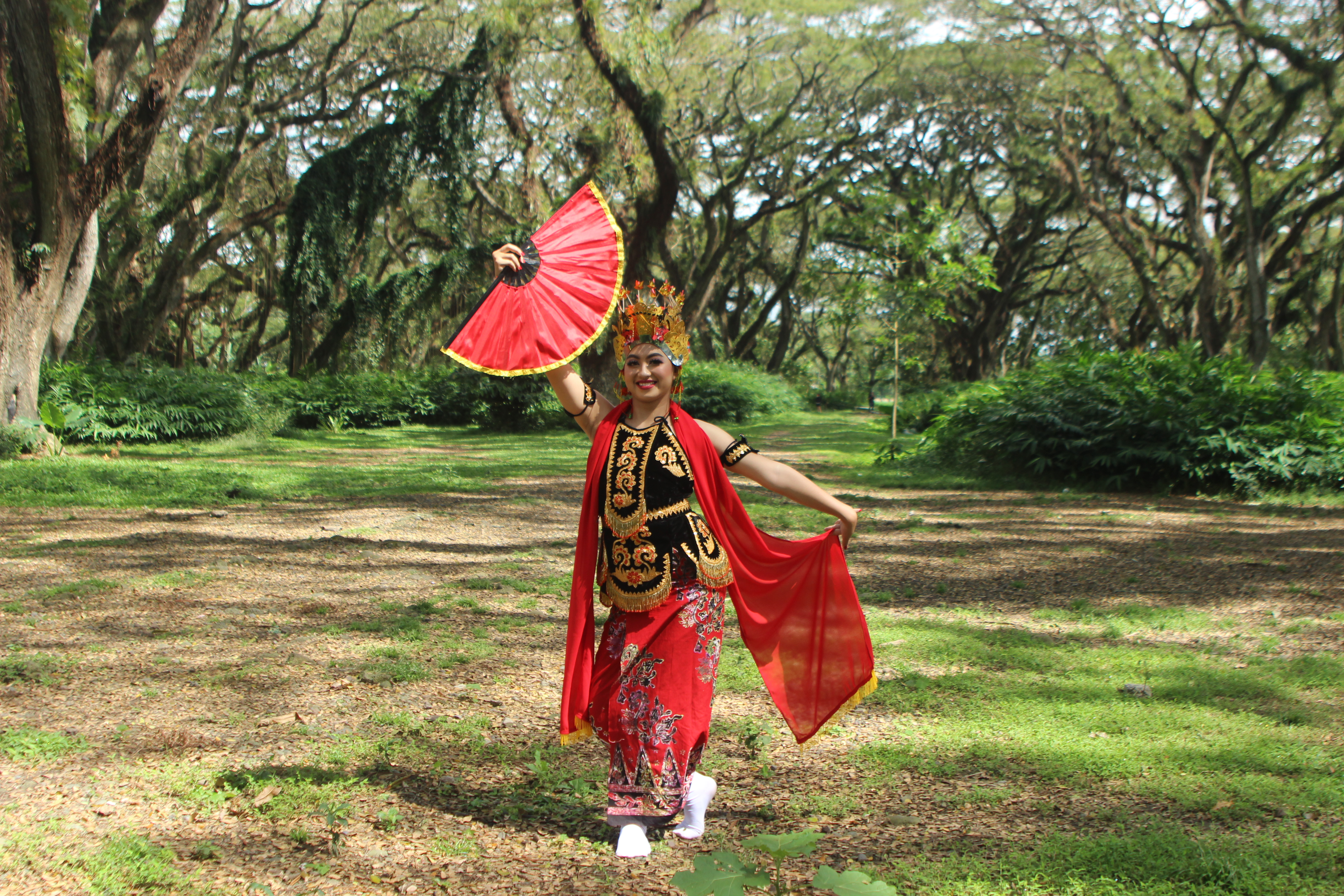
一位甘壯舞者

其他仍然留存下來的藝術有童謠，尤其是供學童使用者，如“蘑菇”（Jamuran）和“別吵鬧”（Ojo Rame-Rame）。這些童謠一般用於兒童玩耍時吟唱。除孩子們玩耍時可增添歡樂氣氛外，還可灌輸積極的價值觀。“蘑菇”傳授社區工作的精神，而“別吵鬧”則是傳輸愛國主義。

## 民俗村
外南夢縣政府察覺出奧辛人文化具有巨大潛力，而把格拉加區的凱米倫村（Kemiren vallage）建立一個保留奧辛人傳統文化的民俗村。凱米倫村也是一個旅遊勝地，深受外南夢人及其周邊社區的歡迎。當地村里經常舉辦文化慶典和年度藝術活動。

## 進一步閱讀
- Merle Calvin Ricklefs, , Stanford University Press, 20012001, ISBN 978-080-474-4805

## 外部連結
- Ethnologue report （页面存档备份，存于）
- General ethnic profile （页面存档备份，存于）
- Wedding Couple of Osing Banyuwangi （页面存档备份，存于）
- Diverse Indonesia: The Osing people of East Java （页面存档备份，存于）